# 39º Reggimento missilistico contraereo
Il 39º Reggimento missilistico contraereo (in ucraino 39-й зенітний ракетний полк?, 39-j zenitnyj raketnyj polk, unità militare A2892) è un'unità di artiglieria contraerea delle Forze terrestri ucraine, subordinata al Comando operativo "Ovest" e con base a Volodymyr.

## Storia
Nel giugno 2016 il comando ucraino ha manifestato l'intenzione di ricostituire un reggimento contraereo presso la base di Volodymyr-Volyns'kyj, sede dell'ex 59º Reggimento missilistico contraereo (unità militare A3866) sciolto nel 2012. La formazione dell'unità è stata completata il 27 dicembre 2016, e fra maggio e novembre 2017 il reggimento ha svolto operazioni di combattimento nell'Ucraina orientale durante la guerra del Donbass.
A partire dal 24 febbraio 2022 il reggimento è stato impegnato nel contrasto dell'invasione russa dell'Ucraina. Dall'inizio delle ostilità al 7 dicembre ha abbattuto quattro Su-30 nemici, tre elicotteri, due missili da crociera e oltre 230 droni, fornendo copertura aerea alle unità impiegate nei settori di Ščastja, Rubižne, Kreminna, Sjevjerodonec'k, Popasna, Izjum e Sivers'k. Per questi meriti il comandante del reggimento, colonnello Kostjantyn Zaičenko, è stato insignito della Croce al merito militare. Nel corso del 2023 ha svolto missioni di combattimento presso Soledar, Vyšhorod, Cherson, Zaporižžja e Huljajpole, arrivando a registrare oltre 425 abbattimenti al 9 febbraio 2024.

## Simboli
Lo stemma del reggimento presenta una croce d'argento su fondo rosso, che riprende lo stemma della Volinia, regione dove ha sede l'unità, e rappresenta la durevolezza delle tradizioni storiche. Il colore rosso indica inoltre l'appartenenza del reggimento alle truppe missilistiche e di artiglieria dell'Ucraina. Al centro si trova un arco nero con una freccia incoccata, che simboleggiano rispettivamente la cupola protettiva fornita dall'artiglieria contraerea e i missili che abbattono i velivoli nemici in cielo.

## Comandanti
- Colonnello Kostjantyn Zaičenko (2016 - in carica)[3]